# Pier Luigi Pizzi
Pier Luigi Pizzi (Milano, 15 giugno 1930) è un regista teatrale, scenografo e costumista italiano.

## Biografia
Dopo aver frequentato la facoltà di architettura al Politecnico di Milano, senza tuttavia conseguire la laurea, Pizzi iniziò la sua attività nel 1951, limitandola in un primo momento al campo della scenografia e dei costumi, ed estendendola successivamente alla regia lirica. Presente da allora nei più importanti teatri e festival del mondo, ha ottenuto prestigiosi riconoscimenti internazionali, tra cui i titoli di  Chevalier de la Légion d'honneur (1983) e di Officier des Arts et des Lettres in Francia, quelli di Grand'Ufficiale al merito della Repubblica Italiana (2006) e Cavaliere di gran croce (2013) in Italia, nonché, nel 2006, il titolo di Commandeur de l'Ordre du Mérite Culturel, massima onorificenza in campo culturale del Principato di Monaco. Nel 2008 gli è stata conferita la Laurea honoris causa in Scienze dello spettacolo dall'Università di Macerata, dove ha tenuto una lectio magistralis sul tema dell'impazienza.

## Attività di scenografo e costumista
Pizzi iniziò la sua attività di scenografo nel 1952, collaborando con il Piccolo Teatro di Genova nella messa in scena della Leocadia di Anouilh per la regia di Giulio Cesare Castello, nonché, nel campo del melodramma, disegnando per il Teatro Comunale, sempre di Genova, la sua prima opera lirica, Don Giovanni, sempre nel 1952.  L'affermazione definitiva arrivò successivamente con il sodalizio – protrattosi per molti anni – con la compagnia De Lullo-Falk-Guarnieri-Valli, a partire dal 1955. Con riferimento al primo periodo dell'attività artistica di Pizzi, è da ricordare in modo particolare, nel campo della lirica, "la leggera, forbita eleganza del suo Orlando (1959, Firenze) [che] lo costituì come interprete di punta della tradizione barocca e lo condusse a concentrarsi in modo crescente sul lavoro operistico".
L'attività di Pizzi non si limitò comunque solamente al teatro, lirico e di prosa, ma si estese anche al cinema e alla televisione, per la quale, e precisamente per la Rai, curò, dopo le scenografie di una puntata de Il Mattatore, nei primi anni sessanta i costumi della miniserie televisiva Mastro Don Gesualdo, diretta da Giacomo Vaccari. Nel 1961 curò i costumi della miniserie televisiva Graziella.
Negli stessi anni sessanta, l'attività operistica di Pizzi si caratterizzò soprattutto per una serie di collaborazioni con il Teatro alla Scala, tutte sotto la regia di Giorgio De Lullo, e per quelle con il Maggio Musicale Fiorentino, che si erano iniziate già con il citato Orlando del 1959 e che sarebbero proseguite ben addentro agli anni settanta. Tra le prime, da ricordare: Il trovatore (1962), La Cenerentola (1964), Lucia di Lammermoor (1966), Oedipus rex (1969), I vespri siciliani (1970). Tra le collaborazioni fiorentine si ricordano invece: Alceste di Gluck (1966) e Maria Stuarda (1967), con la regia di De Lullo, Festa monteverdiana (1967), Turandot (1971), Guglielmo Tell (1972), Attila (1972), La dama di picche (1974), nonché, per la regia di Luca Ronconi e la direzione di Riccardo Muti, Orfeo ed Euridice (1976), Nabucco (1977) e Trovatore (1977). Nel 1969 aveva debuttato all'Arena di Verona, curando le scene di Turandot per la regia di Luigi Squarzina e del Don Carlo per la regia di Jean Vilar, e vi era tornato nel 1970 con le scenografie de La traviata per la regia di Mauro Bolognini, e della Carmen per la regia di Ronconi.

## Attività registica
Nel 1977 Pizzi decise comunque di passare anche alla regia esordendo con la direzione di un Don Giovanni di Mozart, con protagonista Ruggero Raimondi, al Teatro Regio di Torino, ed iniziando così un capitolo tutto nuovo e particolarmente fecondo della sua attività artistica.
Gli anni ottanta furono il periodo in cui si manifestò in pieno la particolare sensibilità di Pizzi per il barocco e per Rossini, che, se non ne ha certamente esaurito il campo di attività, l'ha altrettanto certamente caratterizzata in modo durevole e profondo, facendo dell'artista uno dei protagonisti di primissimo piano della belcanto-renaissance e consentendo a Rodolfo Celletti di scrivere, fin dal 1983: "l'opera barocca e Rossini hanno oggi un loro regista", Pier Luigi Pizzi. Per la verità, il punto di inizio del carriera registica rossiniana e barocca di Pizzi va antidatato di due anni, al 1978, quando fu messo in scena al Teatro Filarmonico di Verona il vivaldiano Orlando Furioso, produzione che "segnò l'inizio in epoca moderna di un nuovo interesse a livello mondiale per le opere di Antonio Vivaldi",, che fu esportata in tutto il mondo e che fu infine videoregistrata nel 1989 all'Opera di San Francisco. Fu a partire da questa "esperienza meravigliosa ed estenuante", che Pizzi sviluppò negli anni ottanta rapporti di collaborazione stretta soprattutto con il Festival di Aix-en-Provence, con il Rossini Opera Festival e con il Teatro Valli di Reggio Emilia, che consentirono l'allestimento di tutta una serie di produzioni che riscossero un clamoroso, quasi unanime, successo, e che costituirono un punto di partenza fondamentale per il rientro del teatro belcantista nel repertorio operistico contemporaneo. Tra i suoi allestimenti più apprezzati vi furono Semiramide di Gioachino Rossini, Ariodante di Georg Friedrich Händel, Tancredi di Gioachino Rossini, L'assedio di Corinto di Gioachino Rossini, Les Indes galantes di Jean-Philippe Rameau Hippolyte et Aricie di Jean-Philippe Rameau, Mosè in Egitto di Gioachino Rossini, L'Orfeo di Claudio Monteverdi/Luciano Berio,, Le comte Ory di Gioachino Rossini Rinaldo di Georg Friedrich Händel, Maometto II di Gioachino Rossini, Bianca e Falliero di Gioachino Rossini e Otello di Gioachino Rossini.
L'opera barocca e rossiniana non ha comunque esaurito, neanche durante il culmine degli anni Ottanta, l'attività registica di Pizzi: nel 1987, ad esempio, ha inaugurato il Wortham Center di Houston con Aida e, nel 1990, l'Opéra Bastille di Parigi con la produzione de Les Troyens di Hector Berlioz. Nel 1997 è tornato all'Arena di Verona con il Macbeth, e vi ha poi diretto nel 1999 l'Aida (replicata nel 2000 e nel 2001), nel 2005 La Gioconda e nel 2014 Un ballo in maschera.
Nella stagione 1998/1999 ha ricevuto dalla critica italiana il suo settimo Premio Franco Abbiati della critica musicale italiana, per il miglior spettacolo lirico dell'anno, Death in Venice di Benjamin Britten, al Teatro Carlo Felice di Genova e più tardi al Comunale di Firenze. Con Idomeneo di Mozart ha riaperto il Teatro delle Muse di Ancona, dove ha poi messo in scena Elegy for Young Lovers di Hans Werner Henze, che ha ricevuto un altro Premio Abbiati, e più recentemente Neues Vom Tage di Hindemith. Ha portato in scena Thaϊs di Massenet, Le domino noir di Auber e Les pêcheurs de perles di Bizet al teatro Malibran e Maometto secondo di Rossini, Il crociato in Egitto di Meyerbeer alla Fenice di Venezia, La traviata di Verdi e A Midsummer Night's Dream di Britten al Teatro Real di Madrid, Un ballo in maschera di Verdi in una nuova rivoluzionaria produzione a Piacenza-Expo, riproposta al Massimo di Palermo, Semiramide di Rossini a Roma, Il viaggio a Reims, ancora di Rossini, per la riapertura dell'Opera di Montecarlo, ed Europa riconosciuta di Antonio Salieri per l'inaugurazione, nel dicembre 2004, della Scala, dove ha curato anche il progetto di ristrutturazione del Museo teatrale. Pizzi si è dedicato, inoltre, all'allestimento di importanti esposizioni d'arte.
Nel 2004, all'Arena Sferisterio, ha firmato la regia de Les contes d'Hoffmann di Offenbach, e nel 2005 Andrea Chénier di Giordano, mentre al teatro Lauro Rossi ha portato Les Mamelles de Tirésias di Poulenc e Le bel indifférent di Tutino. Dal 2006 al 2011 è stato direttore artistico dello Sferisterio Opera Festival. L'edizione 2006 ha avuto come tema "Il viaggio iniziatico", quella del 2007 "Il gioco dei potenti", quella del 2008 "La seduzione".
Nel triennio 2008/2010 ha presentato al Teatro Real di Madrid una nuova produzione della trilogia monteverdiana (L'Orfeo, L'incoronazione di Poppea e Il ritorno di Ulisse in patria), in collaborazione con William Christie e Les Arts Florissants.
Il 1° aprile 2025, a 95 anni, è regista dell'Anna Bolena al Gran Teatro La Fenice di Venezia.

## Filmografia parziale
- Il mare, regia di Giuseppe Patroni Griffi (1962)
- Le piacevoli notti, regia di Armando Crispino e Luciano Lucignani (1966)
- Adulterio all'italiana, regia di Pasquale Festa Campanile (1966)
- Caccia alla volpe (come attore), regia di Vittorio De Sica (1966)
- Lo scatenato, regia di Franco Indovina (1967)
- Tenderly, regia di Franco Brusati (1968)
- Felicita Colombo, regia di Antonello Falqui (1968)
- Splendori e miserie di Madame Royale, regia di Vittorio Caprioli (1970)
- Orlando furioso, regia di Luca Ronconi (1975)